# Fu-Fu
Fu-Fu（フゥフゥ）は、2009年11月まで活動していた、女性5人組ボーカルダンスユニットである。メンバーは全員、キャストコーポレーションの所属。
グループ名の由来は、寒い時期に路上ライブで来てくれた観客達に『フゥフゥ』して暖かいお汁粉を配りたいというメンバーの想いから名づけられている。

## メンバー
- 南知里（みなみ ちさと、1985年6月13日- ）リーダー
- 松永かなみ（まつなが かなみ、1990年7月6日- ）
- 河合優（かわい ゆう、1990年10月4日- ）
- 村田綾（むらた あや、1987年11月9日- ）
- 田中萌（たなか もえ、1986年10月20日- ）

## 来歴
- 2007年末、リーダー南知里を中心に結成。
- 2008年2月2日に代々木公園NHKホール前けやき通りにて初のストリートライブ。以降、ほぼ毎週末のペースでけやき通りにてライブを行い、7月以降は都内ライブハウスや習志野駐屯地夏祭り・明治大学学園祭でライブを行うなど活動の場を広げている。振り付けの一部にヲタ芸が取り入れられており、その存在は徐々に注目を浴びつつある。活動内容として、リンドバーグの「BELIEVE IN LOVE」や渡辺美奈代（所属事務所の先輩）の「瞳に約束」など、カバー曲のみでライブを行っていた。
- 2009年7月15日に香港の香港大学にて、海外では初のライブが開催された。
- 2009年10月、メンバーの一人、松永かなみがグループから脱退した。
- 2009年11月3日の、パナホーム埼玉支社が開催するイベント内で行われた、最後のライブをもって活動を終了した。今後はメンバーそれぞれの道を歩む事になり、個人として活動は引き続き行われる。